# سعيد عيسى
سعيد عيسى (بالإنجليزية: Saeed Issah)‏ هو لاعب كرة قدم غاني، ولد في 11 يناير 2000 في أكرا في غانا. لعب مع ريال بلد الوليد ب.

## وصلات خارجية
- سعيد عيسى على موقع Soccerway.com (الإنجليزية)